# 久米詩
久米 詩（くめ うた、1999年9月3日 - ）は、京都府出身の女子競輪選手。日本競輪選手会静岡支部所属、ホームバンクは日本サイクルスポーツセンター。日本競輪学校（当時。以下、競輪学校）第116期生。師匠は南昇（25期）。父は元競輪選手の久米康徳。

## 経歴
高校時代はテニス部に所属していた。進路について、当初は大学進学を考えていたが、元競輪選手であり日本競輪選手養成所の教官を務めている父に相談したところ、競輪選手を勧められたことから選手を志した。
2018年1月12日、競輪学校第116回適性試験に合格。在校競走成績は14位（6勝）。
2019年5月1日、日本競輪選手会静岡支部所属の競輪選手として登録される。7月19日、奈良競輪場でデビューし2着。初勝利は翌20日。初優勝は2019年10月7日の大宮競輪場で挙げた。
2020年11月3日、新人女王決定戦「第2回ガールズ フレッシュクイーン」に出場し、優勝。
2021年1月11日、同年のガールズケイリンコレクション京王閣ステージ出場権を賭けたトライアルレース（取手競輪場）で優勝し、京王閣ステージでコレクション初出場（3着）。
2023年5月4日、ガールズケイリンコレクション平塚ステージでコレクション初優勝を果たす。7月17日、ガールズケイリンフェスティバルも初優勝。同年は獲得賞金ランキング3位と活躍したこともあり特別敢闘選手賞を受賞、JKAより表彰された。

## 主な獲得タイトルと記録
- 2020年 - ガールズ フレッシュクイーン（防府競輪場）
- 2023年 - ガールズケイリンコレクション平塚ステージ（平塚競輪場）、ガールズケイリンフェスティバル（函館競輪場）

## メディア出演
- 坂上忍の勝たせてあげたいTV - 2021年5月9日